# Странка националне акције (Мексико)
Странка националне акције (шп. Partido Acción Nacional, PAN) је конзервативна демохришћанска странка у Мексику.
Основана је 1939. године, а тада је окупљала углавном десно оријентисане конзервативне и католике незадовољне помирљивим ставом Цркве према режиму оличеном у владајућој Институционалној револуционарној партији.
ПАН је тада био у опозицији, јер је ПРИ чувала власт уз комбинацију корупције, клијентелизма и терора. Странка је ојачала тек 1980-их, а 1989. су направили велики успех освојивши место гувернера Доње Калифорније.
Године 2000, њен кандидат Висенте Фокс је, уз помоћ еколошке странке ПВЕМ, изабран за председника Мексика, као први кандидат који иза себе није имао ПРИ.
На изборима 2006. тесно је победио њен кандидат Фелипе Калдерон, а кандидати ПАН су освојили релативну већину у мексичком Конгресу. На изборима 2012. број њених посланика је опао скоро на упола мање од претходних избора, 114 од пређашњих 207.